# Complemento para dois
Em computação, complemento para dois ou complemento de dois é um tipo de representação binária de números com sinal amplamente usada nas arquiteturas dos dispositivos computacionais modernos.
O complemento de dois de um número de N bits é definido como o complemento em relação a 2N. Para calcular o complemento de dois de um número, basta subtrair este número de 2N, que em binário é representado por um seguido de N zeros. Outro método é calcular o complemento de um e somar um ao valor.
O bit mais significativo (MSB) é o que informa o sinal do número. Se este dígito for {\displaystyle 0} o número é positivo, e se for {\displaystyle 1} é negativo.
Os números são escritos da seguinte forma:
- Positivos: Sua magnitude é representada na sua forma binária direta, e um bit de sinal 0 é colocado na frente do MSB.
  - (bit 0) + o número em binário.
  - Exemplos: 0001 (+1), 0100 (+4) e 0111 (+7)
- Negativos: Sua magnitude é representada na forma de complemento a 2, e um bit de sinal 1 é colocado na frente do MSB.
  - Pegamos o número em binário e "invertemos" (0100 invertendo têm-se 1011) e
  - Somamos um ao valor "invertido" (1011 + 0001 = 1100).

Desta maneira, só existe uma representação para o número zero ({\displaystyle 0000...0}).
As vantagens do uso do complemento de 2 é que existe somente um zero e que as regras para soma e subtração são as mesmas. A desvantagem é o fato de ser um código assimétrico, porque o número de representações negativas é maior que o número de representações positivas. Por exemplo, com oito bits em complemento para 2 podemos representar os números decimais de -128 a +127.

## Algoritmos para obtenção do complemento de 2
Para se obter o complemento de 2 de um número binário, a regra geral nos diz para subtrair cada algarismo de 2. Por causa da particularidade dos números binários (subtrair de 1 cada bit é o mesmo que inverter todos os bits - e é o mesmo que tirar o complemento de 1), para obter o C2 de um número obtemos primeiro o complemento de um (invertendo os bits) e depois  somamos 1 ao resultado, já que (2-N) = (1-N)+1
Existe outra maneira de usar o complemento a dois. Vamos supor que temos um número binário 101110, começando da direita para esquerda você vai repetindo o número (para a esquerda) até encontrar o número 1, depois que encontrá-lo repita-o e passe a inverter o restante. Continuado o nosso exemplo:
```
Número: 101110
```

- Passo 1 - 0 (o primeiro número da direita)
- Passo 2 - 10 (Aqui encontramos o primeiro 1, então vamos repetí-lo e continuar)
- Passo 3 - 010 (Invertemos o número 1 da terceira posição da direita para a esquerda)
- Passo 4 - 0010
- Passo 5 - 10010
- Passo 6 - 010010 (o resultado do complemento)

```
Outro número: 1101
```

- Passo 1 - 1 (O primeiro número da direita para a esquerda é o 1, então repetimos e passamos a inverter o restante)
- Passo 2 - 11
- Passo 3 - 011
- Passo 4 - 0011

## Exemplos
Tabela exemplo para números binários (4 digitos) representados em complemento de 2:
| Decimal | Binário s/ sinal | Binário (Compl. 2) |
| ------- | ---------------- | ------------------ |
| -8      | -                | 1000               |
| -7      | -                | 1001               |
| -6      | -                | 1010               |
| -5      | -                | 1011               |
| -4      | -                | 1100               |
| -3      | -                | 1101               |
| -2      | -                | 1110               |
| -1      | -                | 1111               |
| 0       | 000              | 0000               |
| 1       | 001              | 0001               |
| 2       | 010              | 0010               |
| 3       | 011              | 0011               |
| 4       | 100              | 0100               |
| 5       | 101              | 0101               |
| 6       | 110              | 0110               |
| 7       | 111              | 0111               |

Note que com quatro dígitos (bits) não é possível representar o número 8 positivo, porém o número 8 negativo (-8) permanece. Assim conseguimos representar 16 valores com quatro bits (2^4)